# Lily Elsie

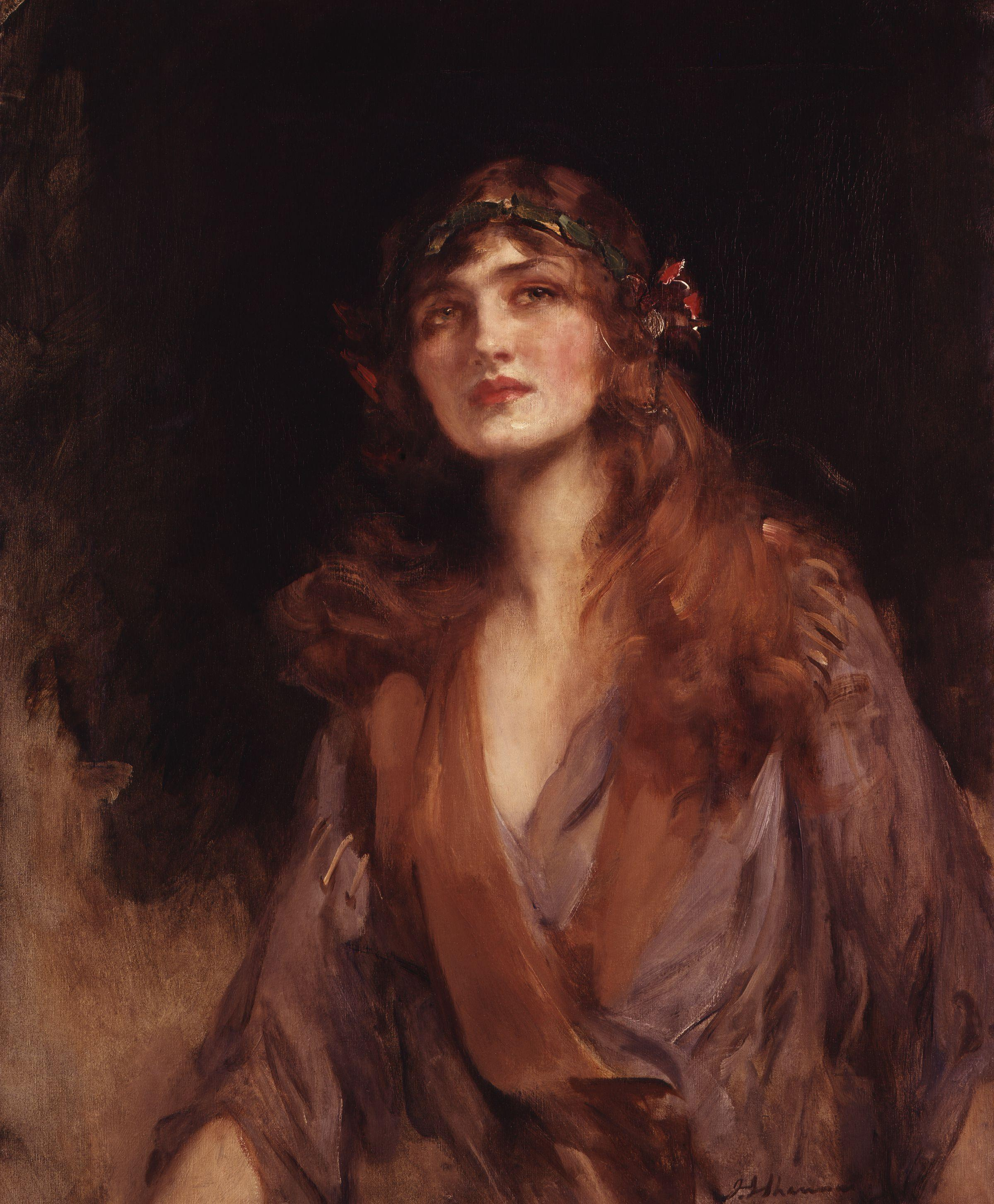
Lily Elsie, Gemälde von James Jebusa Shannon, ca. 1916

Lily Elsie, Elise Cotton geborene Elsie Hodder (8. April 1886 – 16. Dezember 1962) war eine populäre englische Schauspielerin und Operettensängerin (Sopran) zu Zeiten Eduards VII. Am bekanntesten ist ihre Rolle in Franz Lehárs Operette Die lustige Witwe.

## Leben und Karriere

### Kindheit und Jugend
Die Mutter von Lily Elsie arbeitete beim Theater, wo sie den Schauspielern beim Umkleiden half und für die Kostüme zuständig war. Ihr Vater war möglicherweise Bert Hodder, der ebenfalls im Theater arbeitete, oder Billy Cotton, der in der Nähe von Manchester ein Theater mit Ballsaal managte. Cotton heiratete 1891 die Mutter von Lily Elsie und überredete sie schon bald Elise als „Little Elsie“ auftreten zu lassen.
Lily Elsie begann ihre Karriere in den 1890er Jahren als Kinderstar und erarbeitete sich in Operetten einen Ruf, wobei sie schon früh mit der berühmten Sopranistin Adelina Patti verglichen wurde.
Zu ihren frühen Auftritten zählte ihre Rolle als Rotkäppchen, 1896 in Little Red Riding Hood.
Nachdem Billy Cotton Ende der 1890er an einem Herzinfarkt verstarb, wechselten Mutter und Tochter den Wohnort und zogen nach London. Hier begann sie den Bühnennamen „Lily Elsie“ zu nutzen, da Little Elsie für eine Teenagerin ungeeignet war.
Sie wurde erstmals als Postkartenmotiv fotografiert und bekam 1901 außerdem ein Engagement im Londoner West End, wo sie im  Lyric Theatre Teil des singenden Tanzensembles bei der Revue The Silver Slipper war. Hier bemerkte der Produzent George Edwardes (1855–1915) die junge Darstellerin und gab ihr Rollen in den Stücken A Chinese Honeymoon (als Prinzessin Soo-Soo, 1903), Lady Madcap (als Gwenny Holden 1904), The Little Michus (als Madame du Tertre 1905) und See See (1906). Insgesamt wirkte sie zwischen 1901 und 1906 an 14 unterschiedlichen Produktionen mit. Insgesamt wirkte sie zwischen 1900 und 1906 an 14 Theaterproduktionen mit.

### Karrierehöhepunkte und Heirat
Nachdem sie 1906 vertretungsweise für Gertie Millar die Rolle der Lally im Stück The New Aladdin gespielt hatte, nahm Edwardes Lily Elsie mit nach Berlin, wo sie sich eine Aufführung von Die lustige Witwe mit Marie Ottmann ansahen. Anschließend eröffnete ihr der Produzent er würde sie gern in der Londoner Inszenierung der lustigen Witwe in der Hauptrolle sehen. Das 1907 aufgeführte Stück wurde ein großer Erfolg und machte Lily Elsie, die zuvor in erster Linie durch Postkartenmotive bekannt war, zum neuen Star der Musikszene.
Danach war sie 1909 in The Dollar Princess, einer Adaption der Operette Die Dollarprinzessin (von Leo Fall) zu sehen. 1911 wirkte sie an zwei Operetten mit, die für das englischsprachige Publikum adaptiert worden waren:
A Waltz Dream von Oscar Straus und The Count of Luxembourg von Franz Lehár.
Ihr Engagement beim Grafen von Luxemburg beendete sie vorzeitig, um John Ian Bullough (1885–1936) zu heiraten, der sie zuvor bereits lange umworben hatte. Sie zog sich von der Bühne zurück und nahm über mehrere Jahre keine neuen Engagements an. Mit Bullough, dem Sohn eines wohlhabenden Textilfabrikanten (Firma Howard & Bullough), zeichneten sich eheliche Probleme jedoch bereits ab 1915 ab, da Lily Elsie offenbar an einer psychischen Störung litt und nicht schwanger wurde, was die Beziehung zusätzlich belastete.
Nach der lustigen Witwe hatte die Schauspielerin an 16 Produktionen mitgewirkt, bevor sie sich vorerst von der Bühne zurückzog.

### Späte Jahre
Ab 1915 kehrte sie auf die Bühne zurück, wo sie zunächst in der Musical-Komödie Mavourneen und 1917 in dem Stück Pamela zu sehen war. Schon vor ihrem Rückzug ins Private hatte Lily Elsie oft mit Lampenfieber zu kämpfen, je älter sie wurde desto mehr Überwindung kostete es sie sich dem Publikum zu stellen.
An den Erfolg, den sie mit der lustigen Witwe hatte, konnte sie jedoch nicht mehr anknüpfen, profitierte aber von ihrer Bekanntheit, so dass sie auch als Sopranistin bei einigen Tonbandaufnahmen mitwirkte. Zu ihren späteren Auftritten zählen The Blue Train (1927) und The Truth Game (1928).
1930 ließen sich Lily Elsie und John Ian Bullough scheiden. Nach dem Scheitern ihrer Ehe verschlechterte sich ihr gesundheitlicher Zustand und sie wurde mehrfach in psychiatrischen Kliniken behandelt. In dieser Zeit unterzog sie sich einem Eingriff am Gehirn, wobei es sich vermutlich um eine Lobotomie handelte.
Lily Elsie starb am 16. Dezember 1962 im Alter von 76 Jahren.

## Filmografie
- 1918: The Great Love, von David Wark Griffith
- 1919: Comradeship, von Maurice Elvey